# Conchy-les-Pots
Conchy-les-Pots är en kommun i departementet Oise i regionen Hauts-de-France i norra Frankrike. Kommunen ligger i kantonen Ressons-sur-Matz som tillhör arrondissementet Compiègne. År 2022 hade Conchy-les-Pots 753 invånare.

## Befolkningsutveckling
Antalet invånare i kommunen Conchy-les-Pots
| Referens: INSEE |